# Падучка чёрная
Падучка чёрная, или падучка тёмная (лат. Bromius obscurus) — вид жуков-листоедов из подсемейства эумольпин. Наиболее обычный представитель подсемейства в фауне России и единственный вид монотипического рода Bromius.

## Описание
Тело длиной 5—6 мм, покрытое редкими волосками, обычно полностью чёрное, только первые 4 членика усиков красноватые. Изредка всё остальное тело тоже красноватое. Личинка живёт в почве на корнях, С-образная, со слабыми ногами, во взрослом состоянии длиной до 1 см.

## Распространение
Широко распространённый голарктический вид, встречается повсеместно, кроме крайнего севера и степей. В Северной Америке чёрная падучка представлена обычными двуполыми популяциями, в то время как на большей части евразийского ареала встречаются триплоидные партеногенетические самки, а самцы крайне редки или отсутствуют вовсе.

## Субвидовые таксоны
- Подвид: Bromius obscurus obscurus (Linnaeus, 1758) — Внешность → см. описание.
- Аберрация: Bromius obscurus villosulus (Schrank, 1781) — надкрылья, в отличие от B. o. obscurus, красного цвета, немного больше подвида и имеет более короткие и более толстые усики.

## Экология
Жуки встречаются на иван-чае, а на Дальнем Востоке и в Северной Америке − на винограде и розах, где прогрызают очень характерные сквозные «дорожки» в листовой пластинке. Встречаются всё лето, откладывают белые продолговатые яйца на кормовые растения. Вылупившиеся личинки уходят в почву, где грызут корни, иногда причиняя заметный вред. Окукливание происходит весной, после зимовки.